# محمود باي بن حمودة
أبو الثناء محمود باشا باي بن محمد الرشيد باي باي تونس من 22 ديسمبر 1814 إلى 28 مارس 1824، وهو سابع بايات تونس 